# Sîniuha, Novoarhanhelsk
Sîniuha (în ucraineană Синюха) este un sat în așezarea urbană Novoarhanhelsk din regiunea Kirovohrad, Ucraina.

## Demografie
Componența lingvistică a localității Sîniuha
     Ucraineană (97,17%)
     Rusă (1,3%)
     Română (1,3%)
     Alte limbi (0,22%)
Conform recensământului din 2001, majoritatea populației localității Sîniuha era vorbitoare de ucraineană (97,17%), existând în minoritate și vorbitori de rusă (1,3%) și română (1,3%).